# Vai bello
Vai bello è un brano musicale del duo hip hop italiano Articolo 31, estratto come quinto singolo dall'album Nessuno del 1998. Il brano vede la partecipazione degli Extrema nella versione "666" e Spaghetti Funk sia nella versione originale che in quella "666".

## Il video
Il video musicale prodotto per Vai bello è stato diretto da Lorenzo Vignolo e prodotto da Arianna Romagnolo e Gigi Schmid. Il video è stato filmato il 14 marzo 1999 presso il ristorante Savini di Milano. La versione della canzone usata nel video è quella "666".

## Tracce
CD Singolo BEST SOUND BS023 / 12"
- Lato A

1. Vai bello (Radio edit) – 4:12
2. Davanti alla TV (Boogie Woogie version) – 3:57
3. Davanti alla TV (Dub version) – 4:15

- Lato B

1. Vai bello (Album version) – 4:20
2. Davanti alla TV (Album version) – 3:41
3. Vai bello (666 Rock version) – 4:12